# Wimmeria montana
Wimmeria montana é uma espécie de planta da família Celastraceae.
É endémica da México.